# الوادي الأحمر

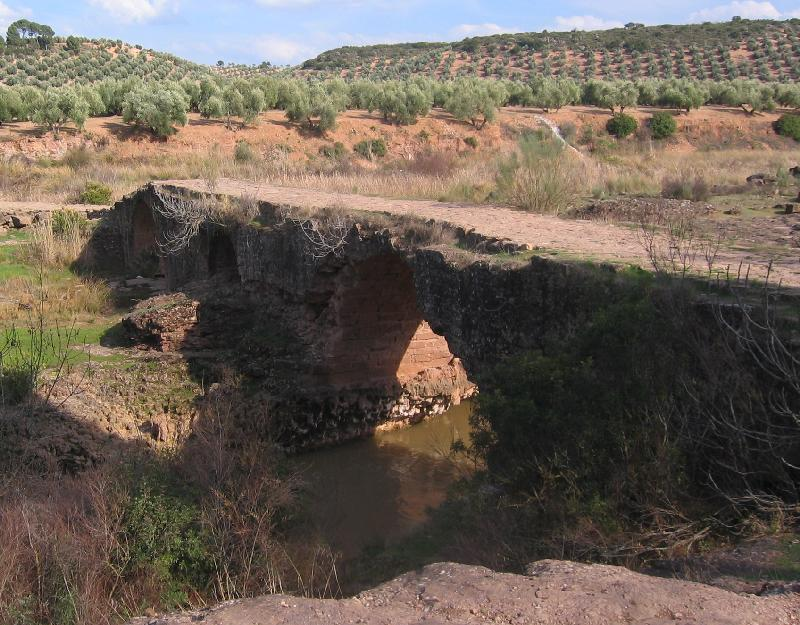
قنطرة رومانية على الوادي الأحمر

الوادي الأحمر (بالإسبانية: Guadalimar)‏ نهر إسباني، وهو أحد روافد الوادي الكبير، يبلغ طوله 144 كم.